# Григорьева, Юлия Алексеевна
Юлия Алексеевна Григорьева (род. 16 ноября 1986 года, Балаково) — российская волейболистка, центральная блокирующая.

## Биография
Родилась 16 ноября 1986 года в Балаково. Отец занимался волейболом, мать — баскетболом. Есть младшая сестра Ольга. Юлия начала заниматься волейболом в 1999 году в ДЮСШ г. Балаково. Окончила балаковский профессиональный лицей № 62 по специальностям «лаборант-эколог» и «аналитик».
Выступала за команды «Импульс», «Аммонд», «Ладога», «Воронеж», «Надежда», «Северсталь / Северянка», «Омичка», «Сахалин», «Протон», «Халкбанк», «Динамо (Краснодар)».